# Juan Ignacio González Quiroga
Juan Ignacio González Quiroga (Ombúes de Lavalle, Uruguay, 10 de julio de 1993) es un futbolista uruguayo naturalizado mexicano que juega de arquero en el Atlético Tucuman de la Liga Profesional de Futbol Argentino.

## Trayectoria

### Inicios y préstamos
Debutó profesionalmente vistiendo la camiseta del club Leones negros de la UdeG equipo que milita en el ascenso de México, en agosto de 2013, en enero de 2014 pasó a ser parte de Inter Playa del Carmen, posteriormente seria cedido al Plaza Colonia de Uruguay en julio de 2016. Volvió del préstamo en julio de 2017 y permaneció allí por dos temporadas. En 2019 se iría libre al Atlético Reynosa equipo de la Segunda división de México, y a partir del 2020 formaría parte de IA Sud America de Uruguay, donde consiguió el ascenso a primera división de Uruguay, permaneció allí por dos temporadas. Para el 2022 se iria cedido al Sol de América.

### Boston River
Luego de su larga travesía en el futbol de México y muchos préstamos, en el año 2023 ficharía por el Boston River de Uruguay.

### Atlético Tucuman
En la temporada 2024 se iria libre a Atlético Tucuman, su debut se produjo el 17 de enero del 2025 ante Union de Santa Fe de la mano de Sava, en un amistoso, en el que el Decano perdería 2 a 1.
Su debut en un partido oficial en el equipo se daria el 2 de abril de ese mismo año, con Pusineri como dt. Fue en la Copa Argentina ante All Boys. Ganaria ese partido 2 a 1, con muy buenas actuaciones y pasando de ronda.
En liga debutaría durante el siguiente partido, el 7 de abril. En un partido reñido ante Instituto, el partido terminaría 3 a 2, con victora del equipo de González. Teniendo asi, un partido regular.
El Apertura 2025 lo terminaría atajando 5 partidos de los cuales 3 fueron victorias y 2 derrotas, recibiendo 4 goles y manteniendo la valla invicta en 2 partidos.

## Clubes
| Club                   | País      | Año            |
| ---------------------- | --------- | -------------- |
| Leones negros UdeG     | 🇲🇽 México | 2013           |
| Inter Playa del Carmen | México    | 2014-2015      |
| Plaza Colonia          | Uruguay   | 2016-2017      |
| Inter Playa del Carmen | 🇲🇽 México | 2017-2019      |
| Reynosa                | México    | 2019           |
| IASA                   | Uruguay   | 2020-2021      |
| Sol de America         | Paraguay  | 2022           |
| Boston River           | Uruguay   | 2023-2024      |
| Atlético Tucuman       | Argentina | 2024-`presente |